# Macrozamia lomandroides
Macrozamia lomandroides là một loài thực vật hạt trần trong họ Zamiaceae. Loài này được D.L.Jones mô tả khoa học đầu tiên năm 1991.